# Thàn mát
Thàn mát hay còn gọi mát đánh cá, mác bát, thăn mút, cây duốc cá, (danh pháp khoa học: Millettia ichthyochtona) là một loài thực vật có hoa trong họ Đậu. Loài này được Drake miêu tả khoa học đầu tiên.
Cây gỗ nhỏ cao từ 6-10m, thân cây hợp trục, tán dày, rụng lá theo mùa phân bổ chủ yếu ở rừng mưa nhiệt đới và rừng mưa nhiệt đới gió mùa, có độ dày tầng đất sâu. Cành non có lông thưa. Lá kép lông chim lẻ. Thường có từ 5-7 lá chét trên cuống chính. Lá chét có phiến hình trái xoan thuôn, dài 5-7xm, rộng 1,5–3 cm. Mặt trên lá chét thường có màu muội đèn, mặt dưới màu xanh nhạt có từ 7-8 cặp gân phụ. Hoa thường nở tháng 2-3 trước khi ra lá đầy đủ. Hoa màu trắng mọc thành chùm ở nách lá, mỗi bông hoa có kích thước 1,2-1,5 cm. Quả dạng quả đậu dài 11–13 cm, rộng 2–3 cm.
Cây chủ yếu được trồng làm cây đường phố. Hạt có thể tán nhỏ trộn với tro bếp rải xuống sông suối, ao hồ để duốc cá. Nhiều nơi ở Việt Nam người ta giã nhỏ hạt, pha thêm với nước với tỉ lệ 4-16% để chế thuốc trừ sâu thảo mộc.
Tại miền bắc Việt Nam cây Thàn mát dễ gây nhầm lẫn với cây Sưa (Dalbergia tonkinensis) do hình dáng và kích thước lá chét khá tương đồng, màu hoa trắng, hoa mọc thành chùm và cũng nở trước khi lá mọc đầy đủ, thời gian nở hoa trùng lặp và thân cây cũng cùng dạng thân hợp trục.